# Переделкино (платформа)
Переде́лкино — остановочный пункт Киевского направления Московской железной дороги в городе Москве.
До 1 июля 2012 года был последним на этой линии в границах Москвы: следующий пункт Мичуринец находится на территории Новой Москвы.
Платформа находится в северной части муниципального района Ново-Переделкино города Москвы. Открыта в 1899 году. Первоначально называлась «17-я верста», затем до начала 1920-х — «Переделки». Расположена в 18 километрах к юго-западу от Киевского вокзала, это расстояние проходится электричками примерно за 20-25 минут.
Состоит из двух симметрично расположенных боковых платформ. Выход с обеих платформ — с западной стороны (с головы вагона, если ехать от Киевского вокзала) через билетные кассы и турникеты (введены в эксплуатацию в 2001 году). Примерно в 200 метрах к западу от платформы был расположен железнодорожный переезд со шлагбаумом, соединявший 7-ю улицу Лазенки (севернее ЖД) и 9-ю Чоботовскую аллею (южнее ЖД). В 2015-2017 годах был построен путепровод.
С севера выход к 7-й улице Лазенки, остановка автобусов на Одинцово, далее в северо-западном направлении — храм Преображения Господня в селе Лукине и Лукинское кладбище в 500-700 метрах, посёлок писателей Переделкино (дом-музей Чуковского, Пастернака, Окуджавы).
У южного выхода — пересечение 1-й и 9-й Чоботовской аллеи и Лукинской улицы, крупная остановка автобусов, идущих в Ново-Переделкино, Солнцево и до станций метро «Новопеределкино», «Солнцево» и «Юго-Западная», мост через реку Сетунь, посёлок Чоботы (в черте Москвы).
В юго-западном направлении — ещё один мост через Сетунь и многоэтажные жилые дома 14-го микрорайона Ново-Переделкино.
25 мая 2020 года началась реконструкция станции. Работы проводились в рамках строительства 3 и 4 главных путей на участке Москва — Апрелевка. На время работ посадка и высадка пассажиров осуществлялась у временных деревянных платформ. Станция открылась после реконструкции 26 декабря 2022 года.
В 2023 году, с запуском линии МЦД-4, остановочный пункт стал пересадочным: на нём возможна пересадка как на поезда МЦД-4, так и на поезда дальнего пригорода.

## Наземный общественный транспорт
На этой станции можно пересесть на следующие маршруты городского пассажирского транспорта:
- Автобусы: с217, 296, 343, 550, 579

## В литературе
Платформа Переделкино упоминается в книге воспоминаний о жизни писателей и поэтов А. П. Нилина «Станция Переделкино: поверх заборов: роман частной жизни».